# Shiso
Shiso (宍粟市 Shisō-shi) é uma cidade japonesa localizada na província de Hyogo.
Em 2000 a cidade tinha uma população estimada em 45 460 habitantes e uma densidade populacional de 69 h/km². Tem uma área total de 658,6 km².
Recebeu o estatuto de cidade a 1 de Abril de 2005.